# Wrzeszczyna

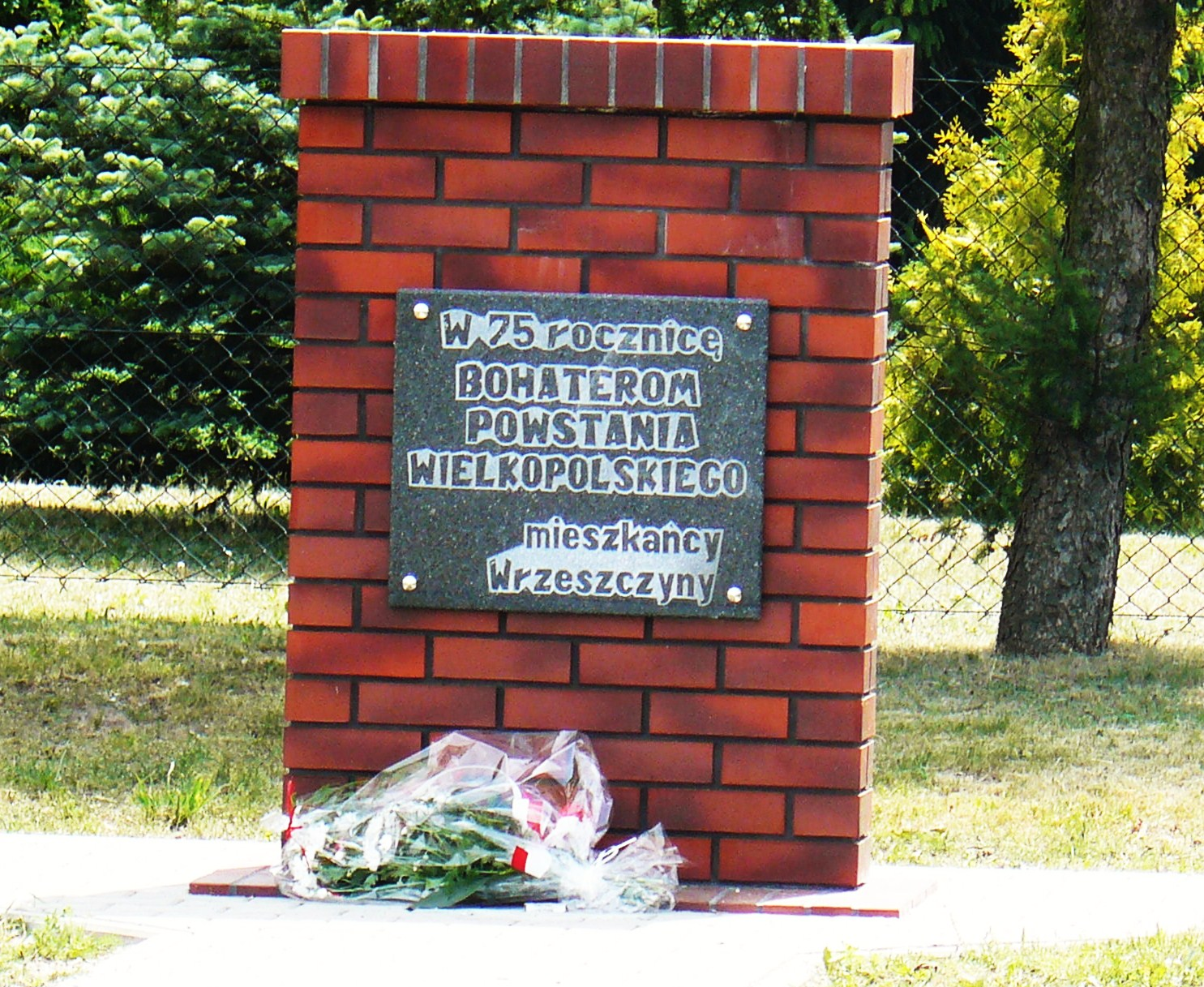
Pomnik powstańców wielkopolskich

Wrzeszczyna – wieś w Polsce położona w województwie wielkopolskim, w powiecie czarnkowsko-trzcianeckim, w gminie Wieleń.
1 stycznia 2017 część miejscowości została włączona do Wielenia.

## Położenie
Wrzeszczyna to wieś leżąca na lewym brzegu Noteci, na skraju Puszczy Noteckiej, przy drodze z Wielenia do Czarnkowa. Jest to typowa wieś o tradycyjnej zabudowie z nielicznym nowym budownictwem. Przebiega tutaj droga wojewódzka nr 181.
Wrzeszczyna jest miejscowością o dużej rozpiętości terenowej. Z jednej strony zbliża się do Noteci, z drugiej sięga Puszczy Noteckiej. Część mieszkańców ma swoje domostwa już w środku lasu. Położenie między rzeką a puszczą na nieuprzemysłowionym obszarze sprawia, że jest to dość atrakcyjna turystycznie miejscowość, chociaż wieś nie posiada rozwiniętej bazy w tym zakresie.

## Historia
Okolice wsi zamieszkane były w okresie prehistorycznym. Wieś  szlachecka Wrzeszczina położona była w 1580 roku w powiecie poznańskim województwa poznańskiego. W 1908 miejscowi nauczyciele odkryli tutaj relikty dawnych osad, m.in. duże cmentarzysko kultury łużyckiej (około 300 naczyń), czy rozproszone fragmenty naczyń wzdłuż krawędzi dokiny, na przeciągu kilku kilometrów.  Pierwsza wzmianka pisana o wsi pochodzi z 1458, kiedy to lokalne dziesięciny przekazywano na utrzymanie kapeli muzycznej przy szamotulskiej kolegiacie (fundacja Piotra Sokolnickiego). 4 lutego 1919, mimo rozejmu w powstaniu wielkopolskim, Niemcy zajęli wieś. Musiał w tej sytuacji zainterweniować oddział polski z Roska, który wieś odbił, a następnie odparował kolejny atak niemiecki, zadając atakującym znaczne straty w ludziach. 
W okresie międzywojennym w miejscowości stacjonowała placówka Straży Granicznej I linii „Wrzeszczyna”.
Liczba mieszkańców wynosi 569 osób i od lat kształtuje się na podobnym poziomie. Około jedna trzecia mieszkańców związana jest z rolnictwem, pozostali pracują w okolicznych przedsiębiorstwach i innych podmiotach. 
W latach 1975–1998 miejscowość administracyjnie należała do województwa pilskiego.

## Zabytki i osobliwości
- najstarszy dom we wsi przy ul. 4 lutego 9 (XIX wiek),
- dawna szkoła, obecne przedszkole, a przy nim stela upamiętniająca Bohaterów Powstania Wielkopolskiego postawiona w 75. rocznicę walk,
- kościół Matki Boskiej Różańcowej (1992-1993),
- kapliczka słupowa (ceglano-kamienna) z początku XX wieku,
- na zachód od wsi, przy drodze do Bęglewa rośnie pomnikowa parasolowa sosna o obwodzie około 300 cm (wiek - około 200 lat), objęta ochroną już w 1884[5].

## Sport
We wsi działa Młodzieżowy Klub Sportowy LZS "Tarzani" Wrzeszczyna, klub piłkarski założony w 1948, obecnie grający w klasie B. Prezesem jest Łukasz Machowina. Stadion im. Jana Welki znajduje się przy ulicy Polnej.